# Fürstenau
Fürstenau er en kommune med knap 9.200 indbyggere (2013) der er administrationsby i Samtgemeinde Fürstenau, i den nordvestlige del af Landkreis Osnabrück, i den tyske delstat Niedersachsen.

## Geografi
Fürstenau ligger sydvest for Ankumer Höhe, der hører til Natur- og Geopark TERRA.vita, og lidt øst for Lingener Höhe.
Nærmeste større byer er Osnabrück (43 km), Emmen / Holland (69 km), Enschede / Holland (72 km), Münster (74 km), Oldenburg (93 km), Bremen (113 km).

### Inddeling
I kommunen ligger ud over byen Fürstenau, landsbyerne Hollenstede, Schwagstorf og Settrup.